# Pierre de Decker
Pierre Jacques François de Decker (Zele, 25 gennaio 1812 – Bruxelles, 4 gennaio 1891) è stato un politico belga, primo ministro del Belgio dal 30 marzo 1855 al 9 novembre 1857.

## Biografia
Dopo aver studiato Giurisprudenza a Parigi inizia a scrivere per la Revue de Bruxelles.
Nel 1839 viene eletto alla Camera dei rappresentanti dove si batte per l'utilizzo della lingua olandese che, dopo la Rivoluzione belga e l'indipendenza dal Regno dei Paesi Bassi, era stata praticamente bandita nonostante la maggior parte della popolazione delle Fiandre continuasse a parlarla.
Nel 1855 viene nominato Ministro dell'Interno e poco dopo primo ministro.
Nel 1866 decise di ritirarsi dalla vita politica e di darsi agli affari con risultati non molto positivi.
Nel 1871 tornò alla ribalta come governatore del Limburgo ma a seguito delle proteste sollevate dalla sua nomina decise di ritirarsi definitivamente a vita privata.

## Opere
De Decker, membro dell'Accademia Reale belga di Scienze e Arti, scrisse molte opere tra cui:
- Etudes historiques et critiques sur les monts-de-piété en Belgique (Bruxelles, 1844)
- De l'influence du libre arbitre de l'homme sur les fails sociaux (1848)
- L'esprit de parti et l'esprit national (1852)
- Etude politique sur le vicomte Ch. Vilain Xliii (1879)
- Episodes de l'histoire de l'art en Belgique (1883)
- Biographie de H. Conscience (1885)